# قائمة الأماكن في بيروت
يوجد في مدينة بيروت الكثير من الأماكن السياحية والمهمة وكانت زيارة تلك الأماكن مزدهرة بشكل كبير إلى أن اندلعت الحرب الأهلية اللبنانية حيث توقفت السياحة الترفيهية تماما حتى وضعت الحرب أوزارها، فأعادت شركة سوليدير إعمار وسط المدينة المدمر الذي عاد وأصبح اليوم ينبض بالحياة كما كان سابقا، وبالتالي عادت سمعة المدينة كصلة وصل بين القارات الثلاثة، أوروبا وأفريقيا وآسيا، وكبوابة الشرق على الغرب. كان يُطلق على بيروت اسم «باريس الشرق» في أيام ازدهارها الأولى بعد الاستقلال، ولا يزال البعض يلقبها بهذا اللقب اليوم، ويعود ذلك إلى النمط العمراني، المعالم الأثرية، الأسواق، والحياة الليلية، التي بُشبهها البعض بتلك الموجودة في فرنسا، والتي من شأنها إبقاء السائح مهتما بالمدينة أثناء زيارته للبنان.
حصلت بيروت على المركز التاسع في قائمة أفضل المدن لمجلة السياحة والترفيه (بالإنجليزية: Travel and Leisure)‏ لسنة 2006، حيث أتت في مرتبة متأخرة عن نيويورك ومتقدمة عن سان فرانسيسكو، إلا أن قائمة المدن هذه كان قد تمّ وضعها والتصويت عليها قبل العدوان الإسرائيلي على لبنان في نفس السنة. وبعد أن عادت الأمور لطبيعتها عادت أعداد السياح لترتفع مجدداً بشكل ملحوظ. ومؤخرا قام دليل «لونلي بلانت» السياحي بتسمية بيروت المدينة الأكثر حيوية على سطح الأرض لسنة 2009، كما قامت النيويورك تايمز بمنح المدينة المركز الأول ضمن قائمة الأماكن الأربع والأربعين التي ينبغي زيارتها في سنة 2009. وقد زار لبنان في سنة 2009 حوالي 2.000.000 سائح عربي وأجنبي.

## أحياء بيروت
مدينة بيروت
- بدارو
- الأشرفية
- وسط بيروت
- شارع الحمرا
- قضاء المزرعة
- الروشة تشمل كورنيش بيروت

ضواحي بيروت
- برج حمود
- برج البراجنة
- الضاحية الجنوبية (بيروت)
- شياح
- حارة حريك
- مخيم شاتيلا للاجئين

## المباني والمعالم التاريخية
- السراي الكبير
- ساحة الشهداء بيروت
- متحف بيروت الوطني

## المؤسسات التعليمية
- الكلية الدولية في بيروت
- الجامعة الأمريكية في بيروت
- الجامعة الأمريكية للعلوم والتكنولوجيا
- جامعة الأعمال والكمبيوتر
- جامعة بيروت العربية
- جامعة هايكازيان
- جامعة الروح القدس - الكسليك
- جامعة القديس يوسف
- جامعة الحريري الكندية
- الجامعة اللبنانية
- الجامعة اللبنانية الأمريكية
- الجامعة اللبنانية الدولية
- أكاديمية الشرق الأوسط الكندية للتكنولوجيا
- استوديو بيروت للفنون

## الحدائق
- حديقة جبران خليل جبران
- حرش بيروت
- الحديقة اليسوعية
- حديقة رينيه معوض
- حديقة سانت نيكولاس
- منتزه السيوفي